# Biff Bang Pow!
I Biff Bang Pow! sono stati un gruppo indie pop britannico, originario di Londra e attivo dal 1983 al 1991.

## Membri
- Alan McGee
- Dick Green
- Joe Foster
- Ken Popple
- Dave Evans
- Andrew Innes

## Discografia

### Album studio
- 1985 – Pass the Paintbrush, Honey....
- 1987 – The Girl Who Runs the Beat Hotel
- 1987 – Oblivion
- 1988 – Love Is Forever
- 1990 – Songs for the Sad Eyed Girl
- 1991 – Me

### Singoli
- 1984 – Fifty Years of Fun
- 1984 – There Must Be a Better Life
- 1986 – Love's Going Out of Fashion
- 1986 – Someone Stole My Wheels
- 1987 – The Whole World Is Turning Brouchard
- 1988 – She Haunts
- 1990 – Sleep